# ريشار أبريل
ريشار أبريل (بالإنجليزية: Richar Abril)‏ مواليد 10 أغسطس 1982 في كوبا، هو ملاكم كوبي. حقق بطولة رابطة الملاكمة العالمية.

## إحصائيات
خاض خلال مسيرته 22 نزالا، فاز في 18.

## روابط خارجية
- ريشار أبريل على موقع بوكس ريك (الإنجليزية) (registration required)